# Пашуња Маре (Сату Маре)
Пашуња Маре (рум. Pășunea Mare) насеље је у Румунији у округу Сату Маре у општини Калинешти-Оаш. Oпштина се налази на надморској висини од 136 m.

## Становништво
Према подацима из 2002. године у насељу је живело 310 становника.

### Попис2002.
| Расподела становништва по националности 2002.‍ | Расподела становништва по националности 2002.‍ | Расподела становништва по националности 2002.‍ | Расподела становништва по националности 2002.‍ | Расподела становништва по националности 2002.‍ |
| --------------------------------------------- | --------------------------------------------- | --------------------------------------------- | --------------------------------------------- | --------------------------------------------- |
|                                               |                                               |                                               |                                               |                                               |
| Румуни                                        | Румуни                                        |                                               | 290                                           | 93,5%                                         |
| Роми                                          | Роми                                          |                                               | 20                                            | 6,5%                                          |